# Caloptilia ariana
Caloptilia ariana là một loài bướm đêm thuộc họ Gracillariidae. Nó được tìm thấy ở Ấn Độ, Indonesia (Sulawesi), Nhật Bản (quần đảo Ryukyu, Kyūshū), Malaysia (Sabah), Sri Lanka và Thái Lan.
Sải cánh dài 10–13 mm.
Ấu trùng ăn Helicia cochinchinensis. Chúng có thể ăn lá nơi chúng làm tổ.